# Vuk Stefanović Karadžić
Vuk Stefanović Karadžić (ʋûːk stefǎːnoʋitɕ kâradʒitɕ, en ciríl·lic Вук Стефановић Караџић -Tršić, prop de Loznica, llavors Imperi Otomà (actual Sèrbia), 7 de novembre de 1787 - 7 de febrer de 1864 a Viena, llavors Imperi Austrohongarès) fou un filòleg i lingüista serbi, reformador de la llengua sèrbia. El seu nom en serbi significa llop. La seva mare va escollir el nom perquè el seu germans i germanes van morir de tuberculosi.

## Biografia
Va néixer al poble de Tršić. Va prendre part en els aixecaments serbis contra el domini otomà. A conseqüència d'això va haver de fugir a Viena, on va conèixer al també filòleg eslovè Jernej Kopitar. Impulsat per ell, i amb la seva ajuda professional, va emprendre la tasca d'introduir la llengua popular al llenguatge literari serbi i reformar l'ortografia d'aquest. Una de les seves majors aportacions va ser la reforma de l'alfabet ciríl·lic serbi, amb l'eliminació de lletres que havien quedat obsoletes en representar sons que ja no es feien servir en l'idioma, i amb la introducció d'altres noves. Després de la seva reforma de la llengua, el serbi és un llenguatge molt més simplificat.
Una cita que se li sol atribuir, i que introdueix l'essència del serbi modern, és:
| « | Escriu com parles, llegeix com escrius. | » |

No obstant això, l'autoria d'aquest principi ortogràfic és del filòleg alemany Johann Christoph Adelung, tot i que Karadžić es va valdre d'aquest per impulsar la seva reforma. Fou un dels intel·lectuals que va establir Kosovo com la llar del nacionalisme serbi.

## Obres principals
- Tractat sobre l'idioma serbi (1814).
- Diccionari de l'idioma serbi (1a edició el 1818, 2a edició el 1852).
- Nou Testament (traducció al serbi) (1a part el 1824, 1a edició completa el 1847, 2a edició el 1857).
- Contes populars serbis (1821, 1853, 1870 i més).
- Poemes folklòrics serbis vol. 1 (1841).
- Poesia èpica sèrbia (1845 i més).
- Deutsch-Serbisches Wörterbuch (diccionari alemany-serbi) 1872.
- Biografia de hajduk Veljko Petrović (Житије Хајдук-Вељка Петровића).